# Vanitas (Coret)
Vanitas is de titel van zowel een bibliofiele dichtbundel als een verzamelbundel van Peter Coret, pseudoniem van de schrijver Cees van der Pluijm (1954-2014), die in 1985 respectievelijk 1988 verschenen.

## Geschiedenis
Op 9 januari 1984, drie dagen voor de 30e verjaardag van de dichter, pleegde een ex-geliefde van hem zelfmoord. Het is aan deze Bert dat de bibliofiele dichtbundel is opgedragen, blijkens de pagina tegenover de titelpagina, waarbij de overlijdensdatum wordt vermeld. De bundel bevat enkele gedichten waarvan het laatste, 'Je droomde van Endymion', is opgedragen aan "J.B.W.P." (Johan Polak). Deze bibliofiele uitgave verscheen bij Sub Signo Libelli van Ger Kleis. Polak liet voor zichzelf een exemplaar binden in halfperkament door David Simaleavich van Binderij Phoenix.
In 1988 verscheen een bundel van Coret onder dezelfde titel waarin "de dichter zijn beste werk uit 1984-1988" verzamelde, blijkens de achterflap van de bundel. Deze werd gepresenteerd op 12 november 1988 door Adriaan van Dis in de Villa Lila te Nijmegen en verder opgeluisterd door een voordracht door Henk van Ulsen en muziek. In de bundel zijn onder andere de gedichten opgenomen 'O, dat je doodgaat' en die uit de eerder verschenen bundels Vanitas, Sebastiaan en Goffert.

### Uitgaven

#### Bibliofiele uitgave
De uitgave verscheen in 1985, blijkens het colofon gedrukt in de "Lente 1984" [=1985], in een ongenummerde oplage van 54 exemplaren, met de hand gezet en gedrukt door Ger Kleis op zijn handpers. Het COLOPHON wordt afgesloten met de regels: There is a necessity / of death unto men, een regel ontleend aan de Openbaring van Johannes. De titel is beschreven door de bibliograaf van de pers, Ronald Breugelmans.

#### Publieksuitgave
De publieksuitgave verscheen bij de commerciële uitgeverij De woelrat te Amsterdam. Na de presentatie signeerde de dichter de bundel, waardoor er dus op de dag van verschijnen gedateerde, gesigneerde exemplaren bestaan.